# Mogwai (groupe)
Pour les articles homonymes, voir Mogwai.
Mogwai est un groupe de post-rock britannique, originaire de Glasgow, en Écosse. Au fil des années, il deviendra un des groupes les plus influents et les plus exposés de la scène post-rock, et ce dès son premier album très remarqué Mogwai Young Team en 1997. En grande majorité instrumentaux, les morceaux du groupe sont basés le plus souvent sur une ligne de basse ou de guitare, à laquelle sont apportées au fur et à mesure des variations du thème. Ces compositions oscillent entre ambiances atmosphériques et violence sonique (leurs concerts se finissent en général dans un chaos complet, sous une pluie de larsen). Le groupe fréquentait souvent John Peel à leurs débuts et compte sept Peel Sessions entre 1996 et 2004. Peel enregistrera une brève introduction pour la compilation Government Commissions: BBC Sessions 1996–2003.

## Biographie

### Débuts
Stuart Braithwaite et Dominic Aitchison se rencontrent en avril 1991, et forment quatre ans plus tard Mogwai avec un vieux camarade de classe, Martin Bulloch. Le nom Mogwai est emprunté à celui des créatures du film Gremlins. Stuart Braithwaite, à ce sujet, dira qu' « il n'a pas de sens particulier, et nous avons toujours eu l'intention d'en trouver un meilleur, mais comme beaucoup d'autres choses, nous ne l'avons jamais fait. » Mogwai signifie « esprit maléfique » ou « le mal » en cantonais (chinois : 魔鬼 ; cantonais Jyutping : mo¹gwai² ; IPA: mɔ˧˥ kueɪ˨˩˦). Le groupe commence en février 1996 avec le single Tuner/Lower. À la fin de cette même année, il se voit décerner le titre de « single de la semaine » par NME pour Summer, exploit réitéré en 1997 avec New Paths to Helicon. Après quelques concerts, ils recrutent John Cummings à la guitare et le batteur des Teenage Fanclub, Brendan O'Hare, pour l'enregistrement de leur premier album Mogwai Young Team.

### Mogwai Young Team(1995–1997)
Originellement produit par le label indépendant Chemikal Underground, Mogwai est également distribué par Matador aux États-Unis, et Play It Again Sam au Royaume-Uni. Le groupe possède aussi sa propre société de production, Rock Action, qui tire son nom du surnom du batteur des Stooges, Scott Ashton.
Mogwai Young Team est publié en octobre 1997 et débute soixante-quinzième de l'UK Albums Chart, qui fait participer Aidan Moffat d'Arab Strap. En 1998, l’EP de remix Fear Satan et le single de reprises de Black Sabbath (partagé avec Magoo) atteignent respectivement la cinquante-septième et la soixantième place des ventes d’albums au Royaume-Uni. La même année est publié Kicking a Dead Pig, album qui comprend des remix des titres du groupe par des artistes tels que Kevin Shields, Alec Empire ou encore μ-ziq.

### Come On Die Young(1998–1999)
Barry Burns est recruté avant la sortie de Come On Die Young, leur deuxième album. Il jouait déjà quelques concerts à la flûte avec le groupe, et parfois au piano. Selon Stuart, Barry est invité par le groupe car « c'était un bon farceur ». L'album atteint la vingt-neuvième place des charts britanniques. Le groupe restera inchangé entre 1998 et novembre 2015, après le départ de John Cummings.

### Rock Action(2000–2001)
En 2001, leur album Rock Action leur permet d’atteindre leur meilleur classement (pour un album) dans les ventes de disques, en se hissant à la 23e place. L'album est moins axé guitare, et comprend des éléments plus électroniques ; ils font participer David Pajo de Slint, Gruff Rhys de Super Furry Animals et Gary Lightbody de Snow Patrol. Peu après, le groupe publie My Father My King, une chanson cacophonique de 20 minutes qui se termine avec des concerts Rock Action.

### Happy Songs for Happy People(2002–2003)
L'album Happy Songs for Happy People (2003) continue l'usage d'une idéologie musicale electronica. Il s'agit du premier album publié aux États-Unis, atteignant la 13e place du Billboard Independent Albums Chart, et passe une semaine au Billboard 200. Les critiques sont généralement favorables. Le morceau Kids Will Be Skeletons est présent sur la bande originale du jeu vidéo Life Is Strange, sorti en 2015.

### Mr. Beast(2004–2006)
En 2006, le groupe compose la bande originale du film Zidane, un portrait du XXIe siècle. La même année, le groupe collabore avec Clint Mansell sur la bande originale du film The Fountain. Sort aussi l'album Mr. Beast, décrit par le dirigeant du label Creation Records, Alan McGee, comme « probablement le meilleur album d'art rock dans lequel je me suis impliqué depuis Loveless. En fait, il est possiblement meilleur que Loveless » le comparant à l'album de My Bloody Valentine. AllMusic considère l'album « possiblement l'album de Mogwai le plus accessible et sophistiqué (jamais) publié. »

### The Hawk Is Howling(2007–2010)
En 2008, l’EP Batcat comporte une collaboration avec Roky Erickson, qui chante sur le titre Devil Rides. Suivra la parution de leur sixième album, The Hawk Is Howling. L'album est enregistré par Andy Miller aux Chem19 Studios de Hamilton, South Lanarkshire, et mixé par Gareth Jones au Castle of Doom Studios de Glasgow. L'album suit d'un EP, Batcat, dont la chanson-titre est une collaboration avec Roky Erickson, au chant sur Devil Rides.
En 2010, le groupe annonce la sortie de leur premier DVD live (Burning, présenté en avant-première au Glasgow Film Festival en février 2010), et de leur premier album live (Special Moves),. Tous deux sont issus des enregistrements de leurs concerts à Brooklyn, lors de la tournée américaine 2008-2009.

### Hardcore Will Never Die, But You Will(2011–2013)
En septembre 2010, Mogwai signe avec Sub Pop pour leurs futures sorties en Amérique du Nord. Le 27 octobre 2010, le groupe annonce son septième album studio, Hardcore Will Never Die, But You Will, qui est paru le 14 février 2011,. L'album atteint la 25e place de l'UK Albums Chart. Une édition bonus comprenant un CD bonus intitulé Music for a Forgotten Future (The Singing Mountain), est enregistré par Douglas Gordon et Olaf Nicolai.
Le 8 octobre 2012, Mogwai annonce sur sa page Facebook un nouvel album de remixes de son précédent opus studio, qui devrait être disponible dans les mois qui suivent. Cet album sera intitulé A Wrenched Virile Lore et ne contiendra que des titres remixés. Cette même année, le groupe compose la bande originale de la série Les Revenants. Un EP et un album voient le jour en février 2013.

### Rave Tapes(2013–2015)

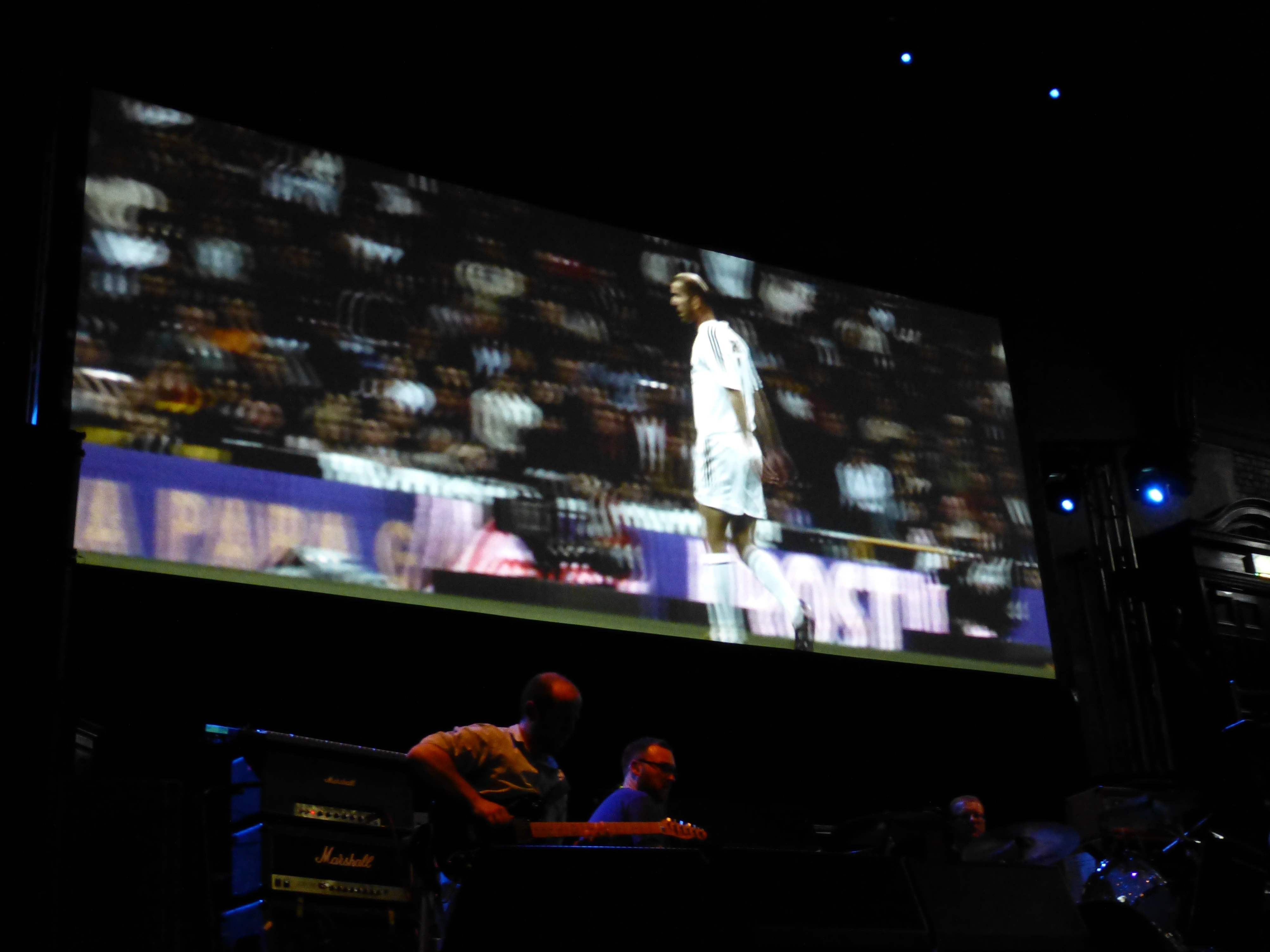
Mogwai à Manchester, le 19 juillet 2013.

Le 27 octobre 2013, Mogwai annonce la sortie de son huitième album Rave Tapes le 20 janvier 2014 via le label Sub Pop Records. Il dévoile alors la chanson Remurdered. Un EP, intitulé Music Industry 3. Fitness Industry 1, au label Rock Action, est publié le 1er décembre 2014, comprenant trois nouvelles chansons issues des sessions Rave Tapes avec trois remixes de l'album par Blanck Mass, Pye Corner Audio et Nils Frahm. L'EP est enregistré à Glasgow avec Paul Savage,.
En juin 2015, Mogwai effectue une série de concerts au Royaume-Uni et en Irlande, avec deux dates au Roundhouse de Londres, pour célébrer leur vingt ans de carrière.
Le 15 novembre 2015, le groupe annonce le départ du guitariste John Cummings,.

### Every Country's Sun(2016-2019)
En avril 2016, Braithwaite annonce au Guardian un nouvel album avec Dave Fridmann, qui a produit 15 ans auparavant Rock Action. Le 25 novembre, Fridmann annonce les débuts des enregistrements. Le 3 mars 2017, le groupe annonce avoir terminé l'album. Le groupe tourne à l'international en parallèle à la sortie de l'album. Le 14 mai 2017, le groupe annonce le titre de leur futur album, Every Country's Sun, et sa date de sortie pour le 1er septembre 2017. Le 2 juin, Mogwai joue au festival Primavera Sound de Barcelone.

### As the Love Continues(2020-2023)
Le 29 octobre 2020, Mogwai annonce la sortie pour le 19 février 2021 de son dixième album studio, As the Love Continues. Le premier single, Dry Fantasy est publié le jour même. Le 13 février 2021, week-end précédent la sortie de l'album, le groupe diffuse un concert socialement distancé enregistré à Glasgow, où il joue l'album dans son intégralité. À la suite d'une campagne sur les réseaux sociaux demandant à diverses célébrités, dont Elijah Wood, de le promouvoir, l'album se hisse à la première place du classement britannique la semaine de sa sortie, une position que le groupe qualifie de « totalement surréaliste »,. As the Love Continues est nommé pour le Mercury Prize en 2021. Mogwai remporte aussi pour la première fois le prix de l'album écossais de l'année.
En avril 2022, Mogwai publie le single Boltfor, initialement enregistré pendant les sessions d'As the Love Continues, puis achevé en mars 2022. Le groupe tourne en Europe dans la foulée. En juillet, ils publient Black Bird, la bande originale de la mini-série Apple TV+ du même nom. En septembre, Stuart Braithwaite publie ses mémoires intitulés Spaceships over Glasgow: Mogwai and Misspent Youth.
Le 10 février 2023 Mogwai réédite via Chemikal Underground Records son premier album de 1997 Mogwai Young Team, et son successeur de 1999 Come On Die Young. Les deux albums intègrent le top 10 du classement officiel des ventes d'albums physiques au Royaume-Uni, respectivement à la 6e place et à la 10e place. Le groupe effectue en parallèle de ces rééditions une tournée hivernale de treize dates, en Écosse, Pays de Galles et Angleterre.

### The Bad Fire(depuis 2024)
En février 2024, ils effectuent une tournée en Australie. Un documentaire sur le groupe, nommé If the Stars Had a Sound et réalisé par Antony Crook, est présenté en avant-première au South by Southwest en mars. Plus tard dans l'année, le groupe organise le festival Big City Festival 2024 qui a lieu le 29 juin 2024 à Queen's Park, au sud de Glasgow. La programmation comprend, outre Mogwai, des artistes tels que Slowdive, Nadine Shah, Beak> et Michael Rother.
Le 17 septembre 2024, Mogwai publie le single God Gets You Back, présenté en avant-première par Mary Anne Hobbs sur BBC 6 Music. Le titre est accompagné d'un clip vidéo, et de l'annonce d'une tournée en 2025, avec une quarantaine de concerts en Europe, en Asie et en Amérique du Nord. Le 29 octobre 2024, le groupe publie le titre Lion Rumpus et annonce pour le 24 janvier 2025 la sortie de son 11e album nommé The Bad Fire. Composé de 10 titres, celui-ci est produit par John Congleton.
En mai 2025, Mogwai publie la bande originale de la série britannique The Bombing of Pan Am 103 (en), diffusée sur BBC One, retraçant l’attentat de Lockerbie en 1988. Le groupe l'a enregistrée dans son studio Castle of Doom, en collaboration avec le producteur Tony Doogan.

## Particularités
L'une des particularités du groupe vient des titres de nombre de leurs chansons, souvent mystérieux, et parfois même dénués de sens à titre d'exemple on peut citer You're Lionel Richie et How To Be A Werewolf tirés de l'album Hardcore Will Never Die, But You Will sorti en 2011. Dans le documentaire The Recording of Mr. Beast de Peter Martin Smith, les membres affirment que ces titres n'ont aucune signification délibérée.

## Membres

### Membres actuels
- Stuart Braithwaite - guitare
- Dominic Aitchison - basse
- Martin Bulloch - batterie
- Barry Burns - claviers, flûte, guitare (depuis 1998)

### Anciens membres
- John Cummings - guitare (1995-2015)
- Brendan O’Hare - claviers, guitare (1997)

### Musiciens en concert
- Alex Mackay - guitare (depuis 2015)
- Luke Sutherland - violon, guitare (depuis 1998)

## Discographie

### EP
- Tuner/Lower (1996)
- Summer/Ithica 27 ϕ 9 (1996)
- New Paths to Helicon, Parts 1 & 2 (1997)
- 4 Satin (1997)
- No Education = No Future (Fuck the Curfew) (1998)[51]
- Mogwai:EP (1999)
- Travels In Constants Vol. 12 EP (1999)[52]
- My Father, My King (2001)[53]
- UK/European Tour EP (2001)
- Travel Is Dangerous EP (2006)
- Friend Of The Night EP (2006)
- Batcat EP (2008)
- Rano Pano / Hasenheide EP (2011)
- Mexican Grand Prix / Slight Domestic EP (2011)
- iTunes Festival: London 2011 EP (2011)
- Earth Division EP (2011)

## Singles partagés
- Angels vs. Aliens / Buzzsong (1996) - Split EP avec Dweeb
- Summer (démo) (1996) - Split EP avec Urusei Yatsura & Backwater
- Club Beatroot, Part 4 (1997) - Split EP avec PH Family
- Do The Rock Boogaloo (1998) - Split EP avec Magoo, reprises de Black Sabbath
- US Tour EP (2001) - Split EP avec Bardo Pond
- Longview vs. Mogwai – In A Dream (2004)
- Mogwai / Fuck Buttons – Tour Split Single (2008)
- Remixes (2013) split avec Bill Wells et Aidan Moffat